# Оруліха
Орулі́ха (рос. Орулиха) — селище у складі Кушвинського міського округу Свердловської області.
Населення — 60 осіб (2010, 65 у 2002).
Національний склад станом на 2002 рік: росіяни — 86 %.